# 兵庫県道220号余部停車場線
兵庫県道220号余部停車場線（ひょうごけんどう220ごう よべていしゃじょうせん）は、余部停車場から姫路市飾西に至る一般県道である。

## 概要
JR西日本姫新線 余部駅から兵庫県道724号姫路新宮線交点に至る。

### 路線データ
- 起点：姫路市飾西（JR西日本姫新線 余部駅前）
- 終点：姫路市飾西（余部駅前交差点、兵庫県道724号姫路新宮線交点）
- 総延長：75 m

## 地理

### 通過する自治体
- 兵庫県
  - 姫路市

### 交差する道路
| 交差する道路            | 交差する場所 | 交差する場所          |
| ----------------------- | ------------ | --------------------- |
| 兵庫県道724号姫路新宮線 | 飾西         | 余部駅前交差点 / 終点 |

### 沿線
- JR西日本姫新線 余部駅